# 1860-те
60-те години на XIX век са десетилетие от григорианския календар, седмото десетилетие на XIX век, обхващащо периода от 1 януари 1860 до 31 декември 1869 година.